# Lunca Dochiei, Bacău
Lunca Dochiei este un sat în comuna Urechești din județul Bacău, Moldova, România.